# Zemský okres Východní Holštýnsko
Zemský okres Východní Holštýnsko (německy Kreis Ostholstein) je zemský okres v německé spolkové zemi Šlesvicko-Holštýnsko. Sídlem správy zemského okresu je město Eutin. Má přibližně 201 tisíc obyvatel. 

## Města a obce
Města:
1. Bad Schwartau
2. Eutin
3. Fehmarn
4. Heiligenhafen
5. Neustadt in Holstein
6. Oldenburg in Holstein

Obce:
1. Ahrensbök
2. Altenkrempe
3. Beschendorf
4. Bosau
5. Dahme
6. Damlos
7. Göhl
8. Gremersdorf
9. Grömitz
10. Großenbrode
11. Grube
12. Harmsdorf
13. Heringsdorf
14. Kabelhorst
15. Kasseedorf
16. Kellenhusen (Ostsee)
17. Lensahn
18. Malente
19. Manhagen
20. Neukirchen
21. Ratekau
22. Riepsdorf
23. Scharbeutz
24. Schashagen
25. Schönwalde am Bungsberg
26. Sierksdorf
27. Stockelsdorf
28. Süsel
29. Timmendorfer Strand
30. Wangels